# Parc municipal de La Bouvaque

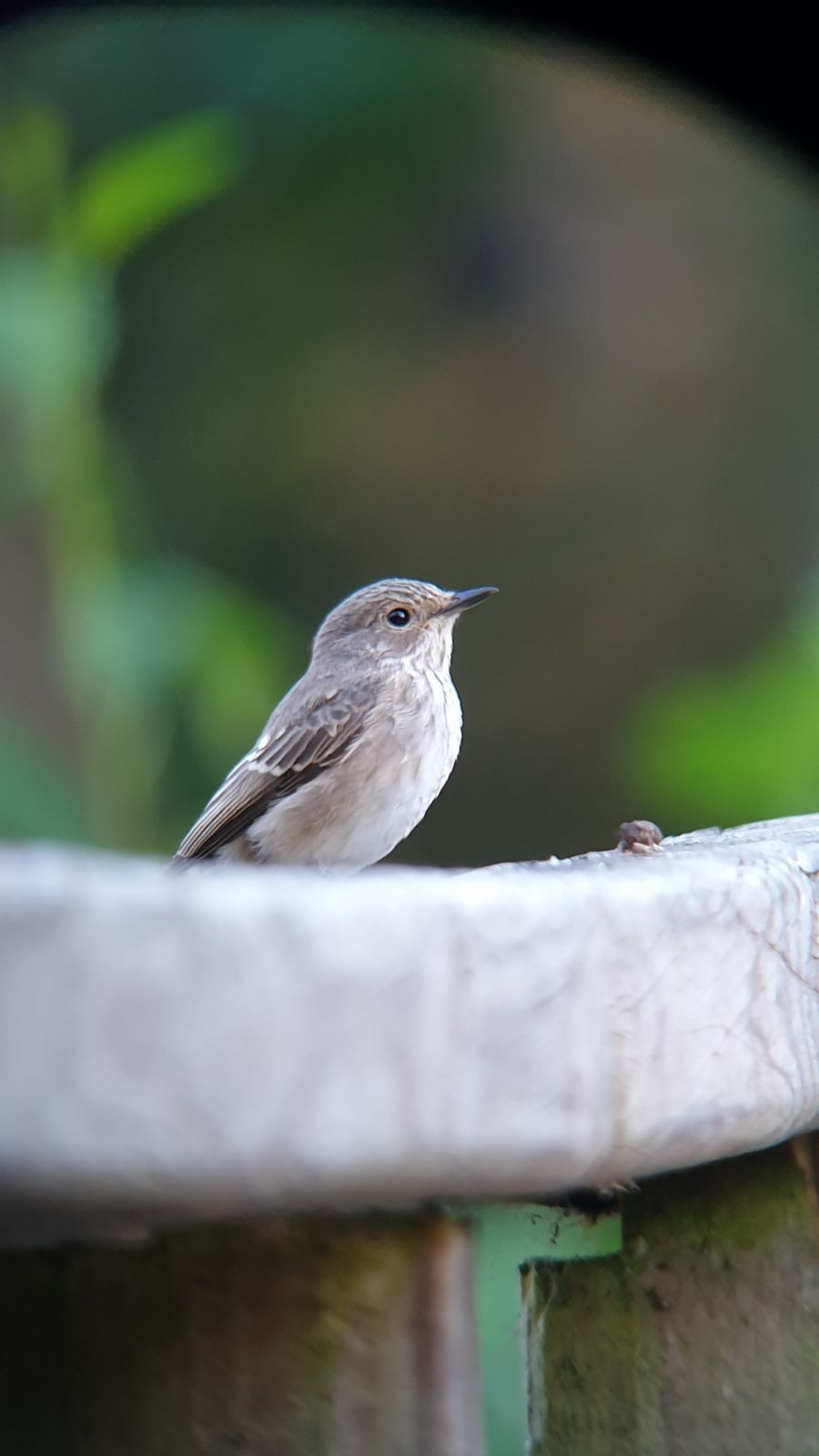
Gobemouche Gris (Muscicapa striata)

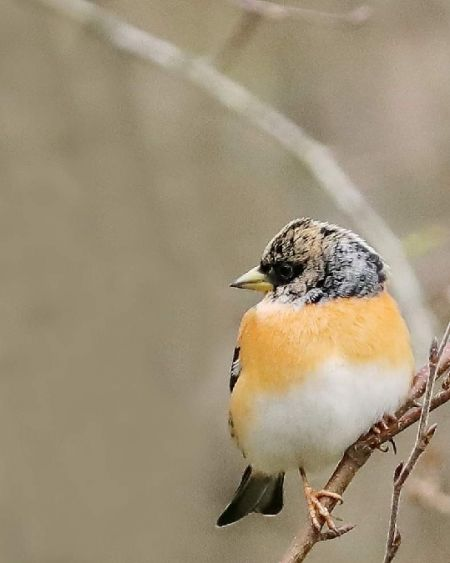
Pinson du Nord (Fringilla montifringilla)

Le parc municipal de La Bouvaque est situé à Abbeville dans le département de la Somme.

## Toponymie
Le nom  de La Bouvaque viendrait de ce que les paysans venaient en ce lieu marécageux faire paître leurs bœufs (du latin bos) et leurs vaches (du latin vacca, vaque en picard).

## Caractéristiques
Ce parc d'une soixantaine d'hectares est situé dans les faubourgs de La Bouvaque et de Thuison au nord de la ville, dans la vallée du Scardon.

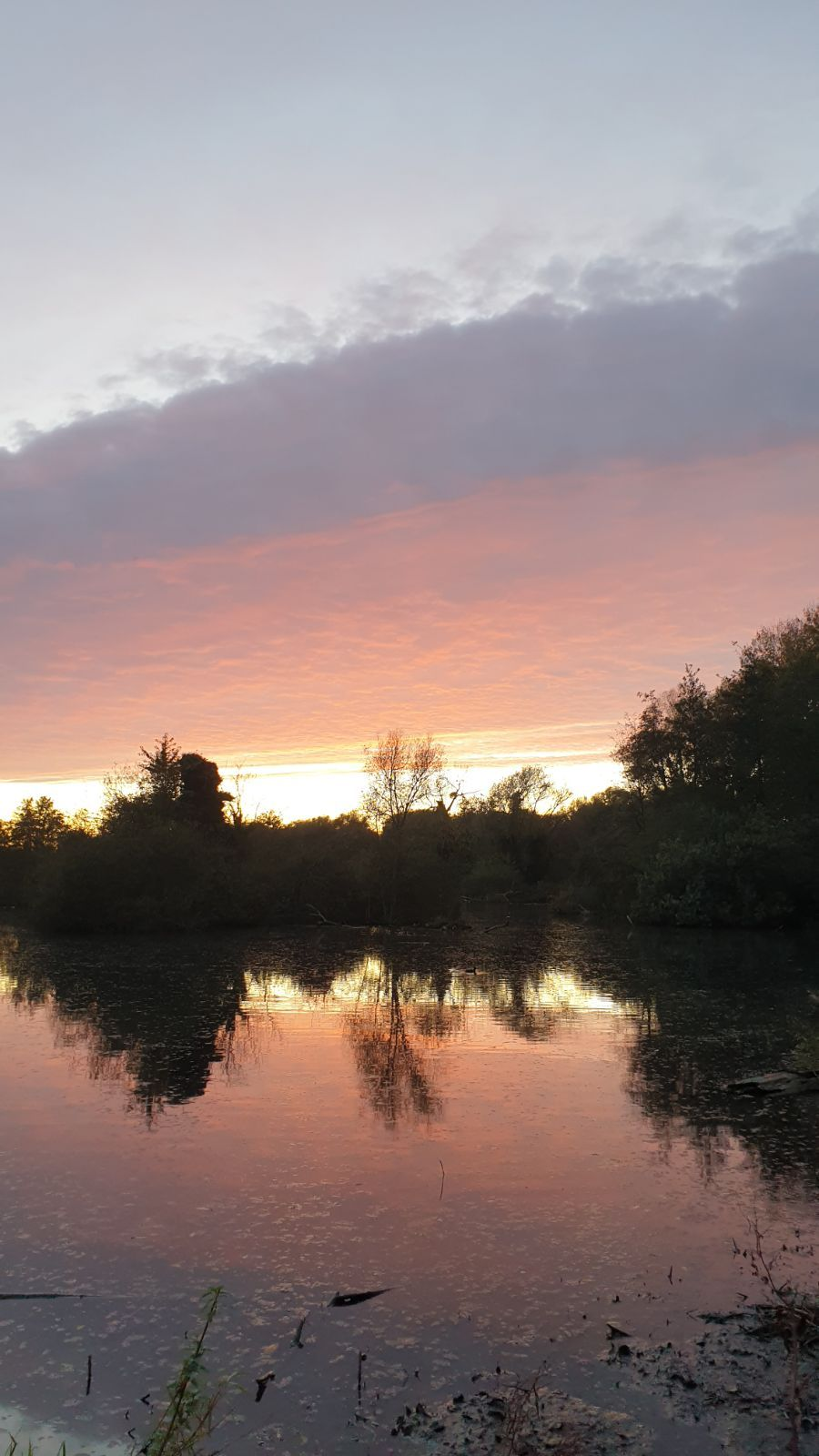
Coucher de soleil au sein du parc

Il est organisé autour des étangs de La Bouvaque et des étangs des Prés Collart (anciens bassins de décantation de la sucrerie Béghin-Say). Un sentier aménagé (environ 3 km) sur tout le périmètre permet d'observer la faune et la flore caractéristiques des milieux humides.
Depuis 2018, le parc accueille la création « Coup d’œil entre deux eaux », série de plateformes d'observation posées sur pilotis, proposée par l’association Art & jardins – Hauts-de-France (création de l'Atelier L. J. N., collectif formé par les paysagistes Stanislas Bah Chuzeville, Richard Mariotte et Arnaud Mermet-Gerlat).

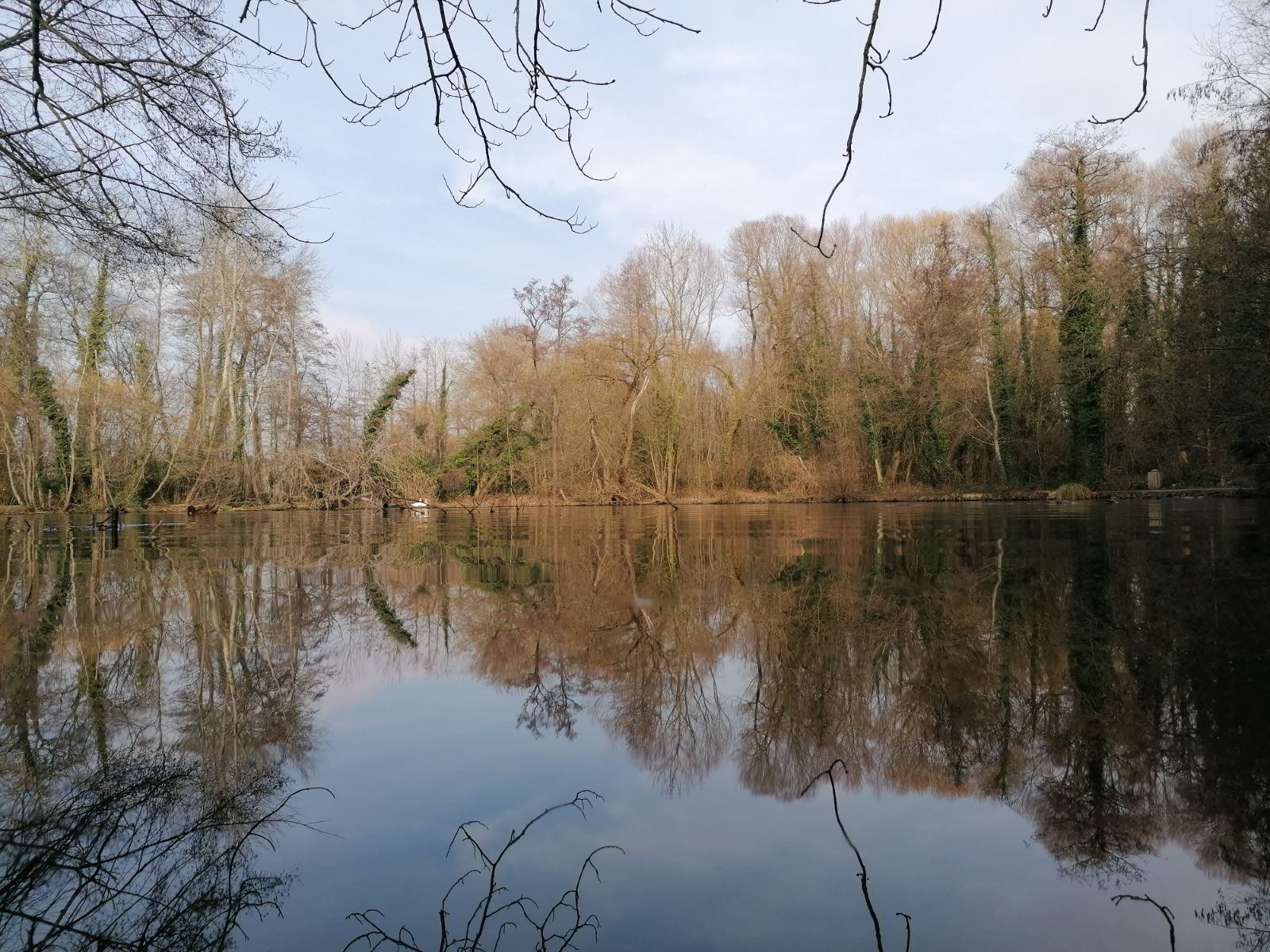
Paysage hivernal

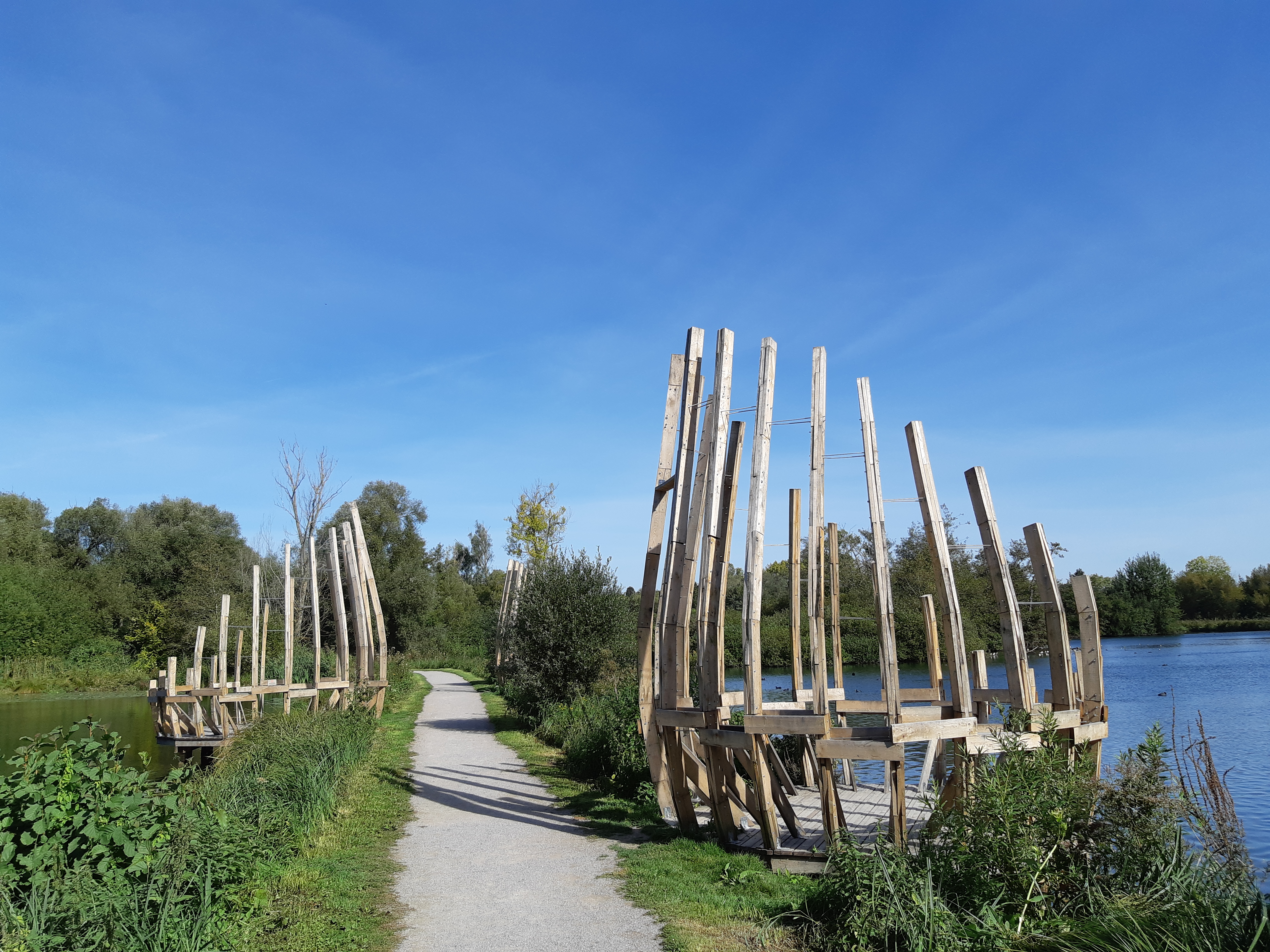
Création "Coup d’œil entre deux eaux" au parc de La Bouvaque à Abbeville.

Des sources bleues sont visibles dans le parc. Il s'agit d'une eau particulièrement pure, résurgence des eaux de pluie filtrées par le plateau et la vallée. L’eau contenue sur un fond crayeux et blanc opère une sélection chromatique de la lumière solaire. Une partie du spectre lumineux est absorbée par les fonds. La lumière bleue, elle, est retenue par les couches liquides supérieures, ce qui expliquerait la couleur bleue. D'autres sources bleues existent dans la Somme (Corbie, Eaucourt-sur-Somme, Fréchencourt).

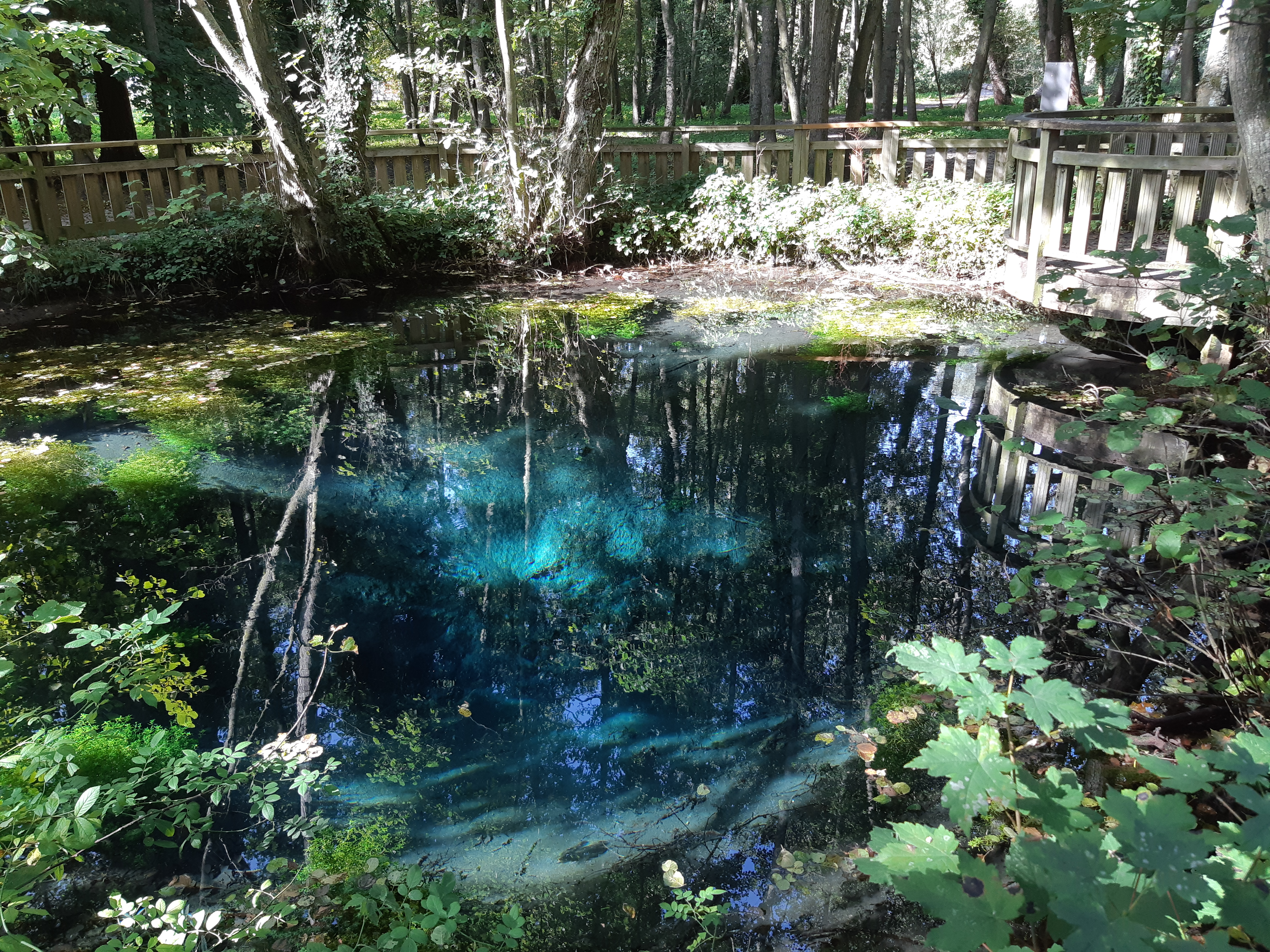
Source bleue du parc de la Bouvaque à Abbeville.

## Faune
Ce parc est d'une grande richesse faunistique.
De nombreux oiseaux sédentaires ou migrateurs y stationnent et nichent pour certains:

## - Oiseaux aquatiques

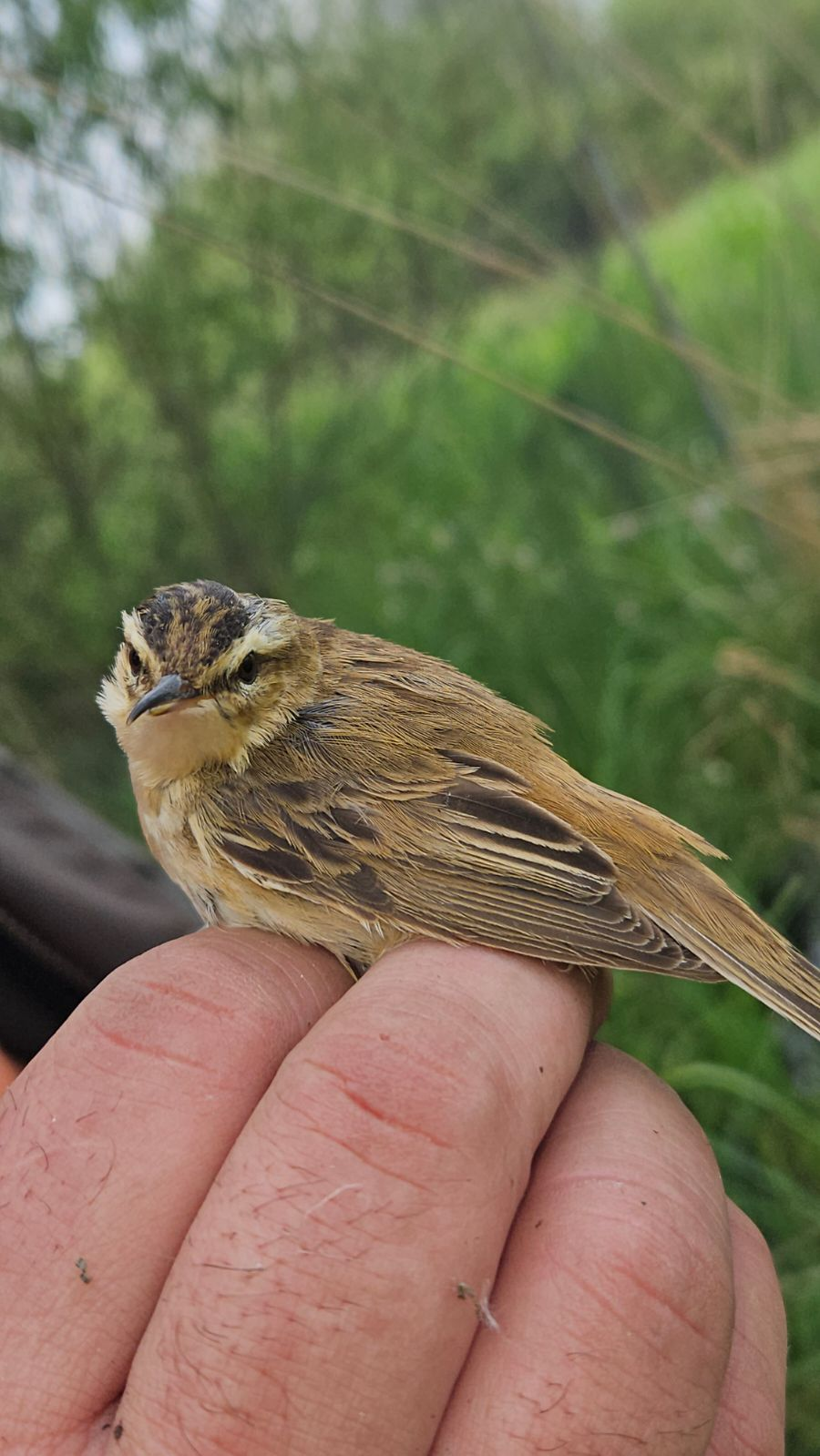
Phragmite des joncs (Acrocephalus schoenobaenus) Espèce emblématique des zones humides, souvent plus entendue que vue !

- Bécassine des marais,
- Grand Cormoran,
- Canard colvert,
- Foulque macroule,
- Fuligule milouin,
- Grande Aigrette,
- Grèbe huppé,
- Oie cendrée,
- Gallinule poule d'eau,
- Sarcelle d'hiver,
- Canard souchet,
- Tadorne de Belon,
- Héron Garde-Bœuf,
- Aigrette Garzette,
- Grèbe Castagneux,
- Canard Pilet,
- Cygne Tuberculé,
- Sarcelle d'été,
- Canard Chipeau,
- Canard Siffleur,
- Fuligule Morillon,
- Mouette Rieuse,
- Mouette Mélanocéphale,
- Goéland Argenté,
- Râle d'eau,...Phragmite des joncs (Acrocephalus schoenobaenus) Espèce emblématique des zones humides, souvent plus entendue que vue !

## - Passereaux
- Rougegorge Familier,
- Gobemouche gris,
- Gobemouche Noir,
- Rougequeue noir,
- Grive Musicienne,
- Merle Noir
- Orite à longue Queue ( Mésange à longue Queue),
- Mésange bleu,
- Mésange Charbonnière ,
- Troglodyte Mignon,
- Grimpereau des Jardins,
- Cisticole des joncs,
- Bouscarle de Cetti,
- Rousserolle effarvatte,
- Rousserolle verderolle,
- Fauvette à tête noir,
- Fauvette des jardins,
- Fauvette Grisette,
- Pouillot véloce,
- Roitelet huppé,
- Bergeronnette des ruisseaux,
- Bergeronnette grise,
- Moineau Domestique,
- Pinson des arbres,...

## - Rapaces
- Busard des roseaux,
- Faucon crécerelle,
- Faucon Hobereau,
- Buse Variable,...

## Flore

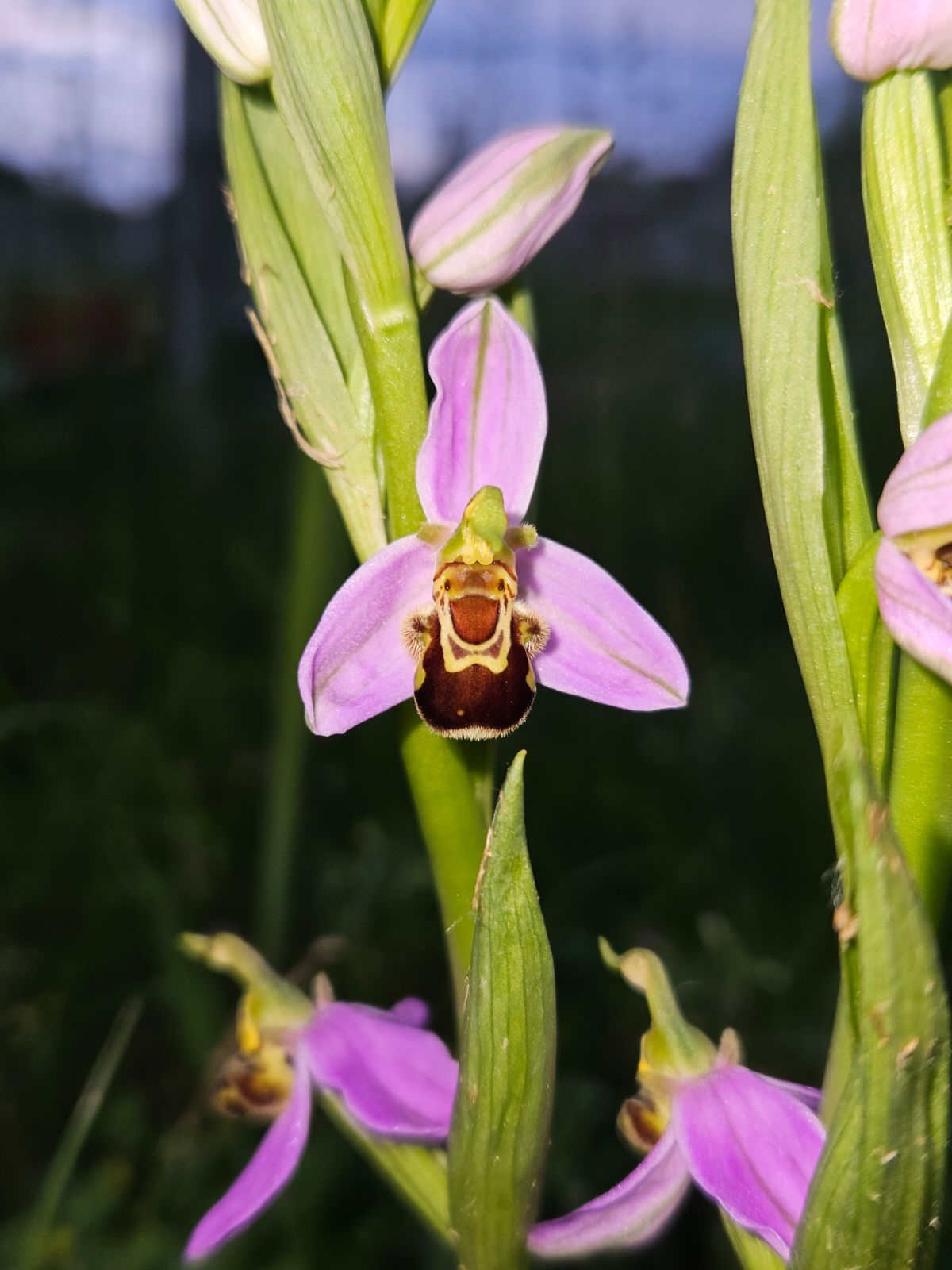
Ophrys Abeille (Ophrys Apifera) l'une des espèces les plus emblématiques et des plus connues de la famille des Ophrys.

La flore est elle aussi diversifiée :

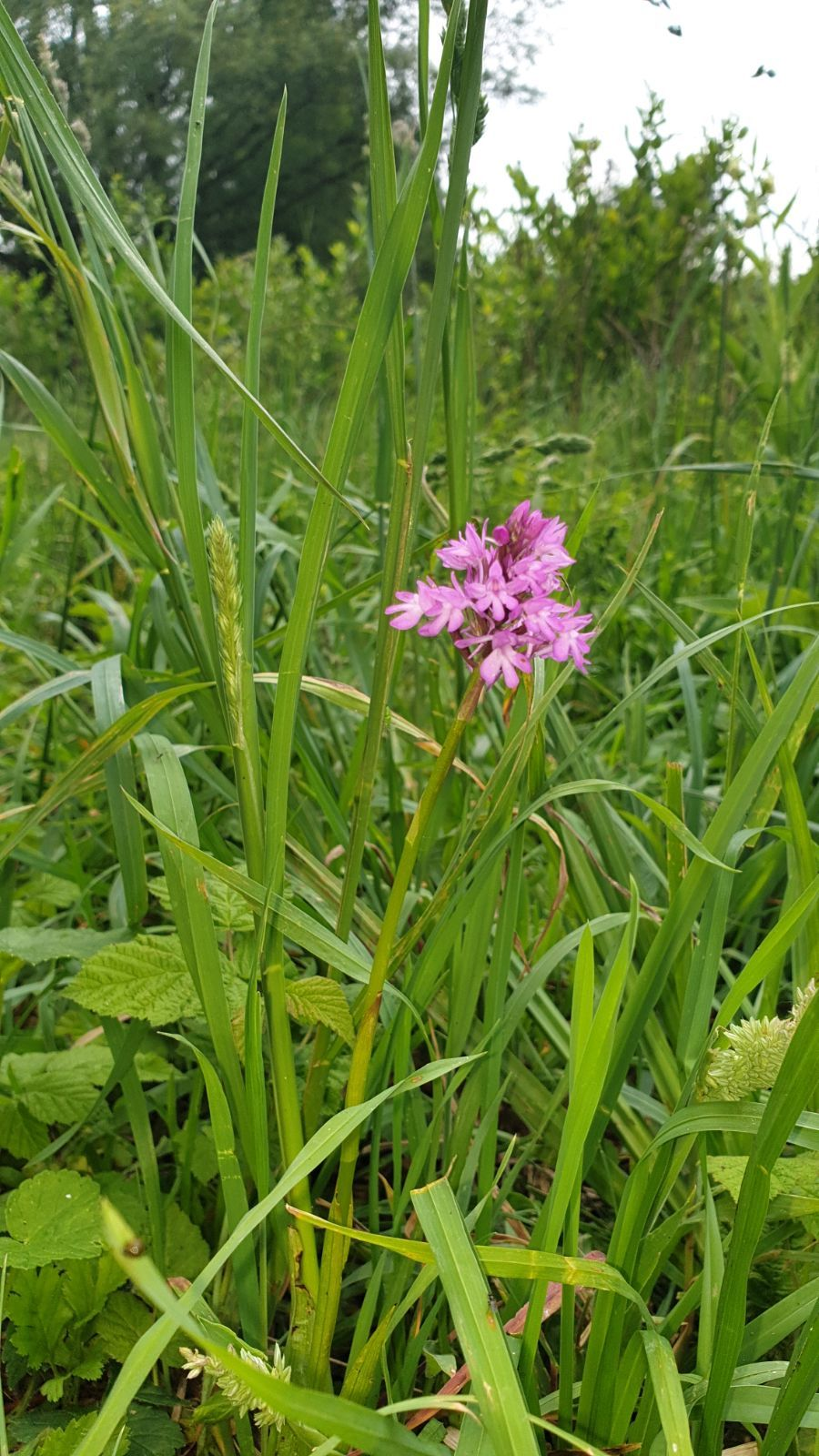
Orchis Pyramidal (Anacamptis pyramidalis)

- carex,
- iris des marais,
- joncs,
- orchidée :
- -Orchis pyramidal,
- -Orchis négligé,
- -Ophrys abeille,
- Benoîte des ruisseaux,
- saules,
- roseaux,
- Pigamon jaune,
- Fritillaire pintade,
- Epipactis à large feuilles,
- salicaire…

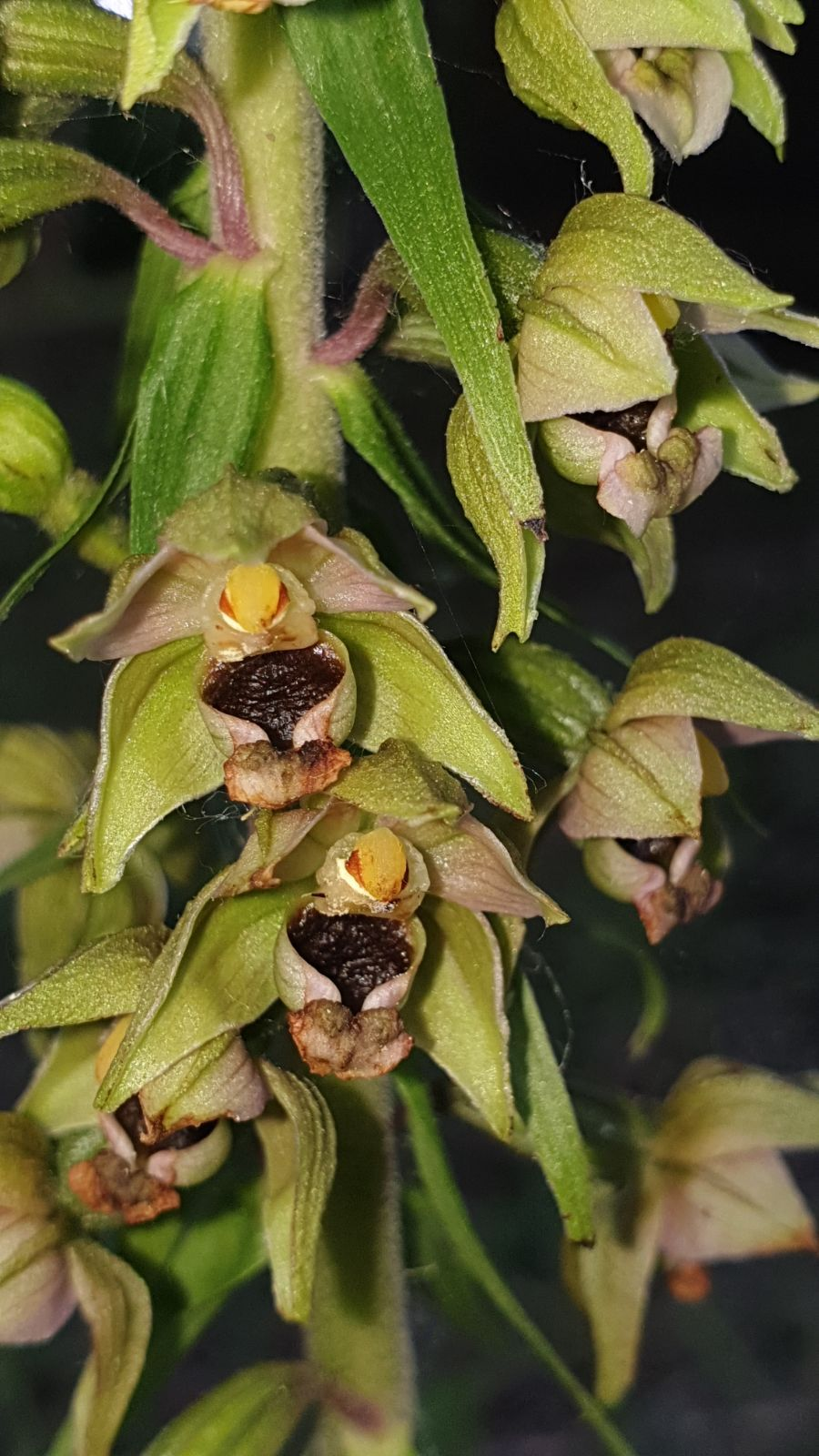
Epipactis à large feuille (Epipactis helleborine)
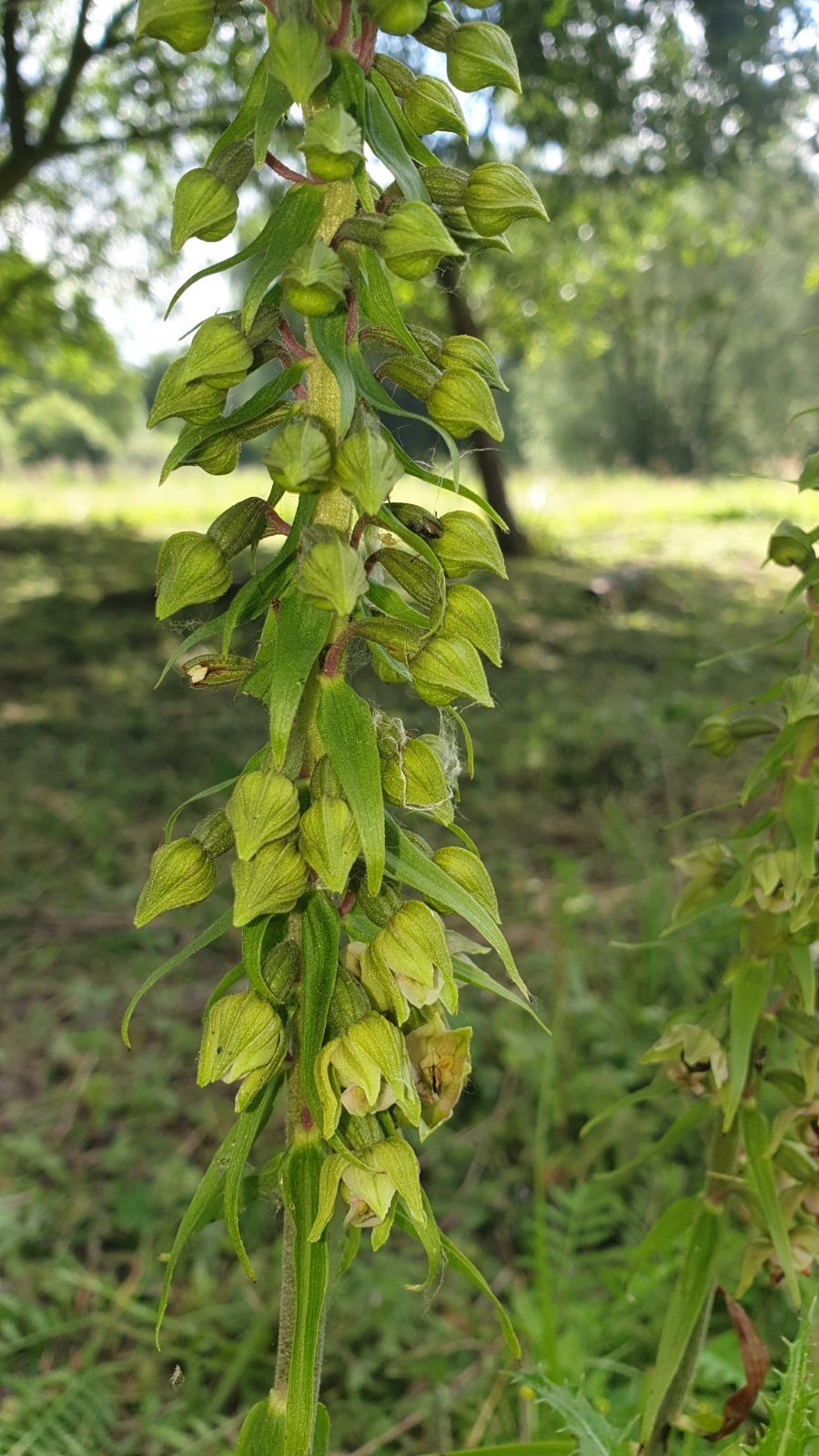
Epipactis à large feuille (Epipactis helleborine)
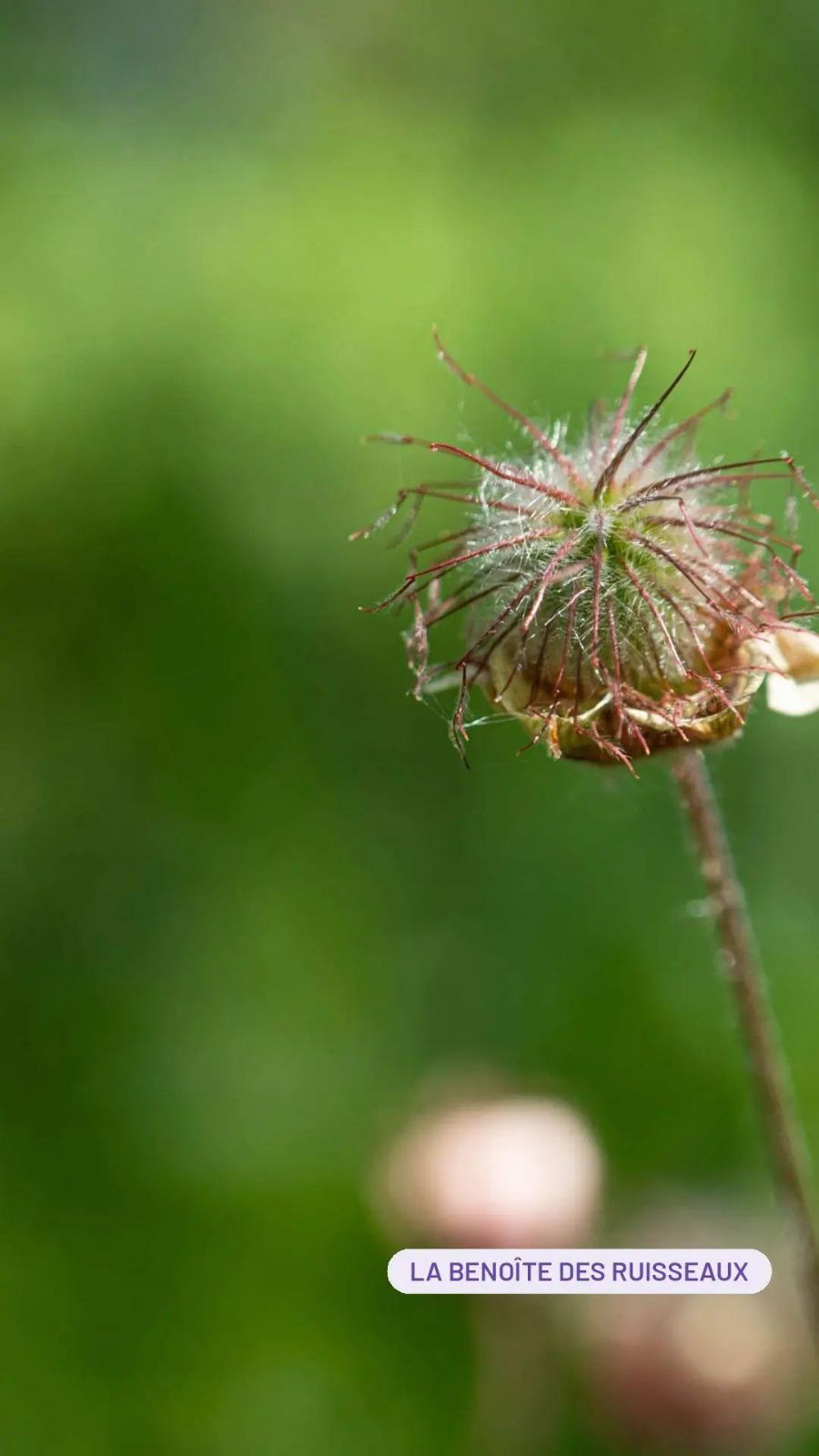
Benoîte des ruisseaux (Geum rivale)
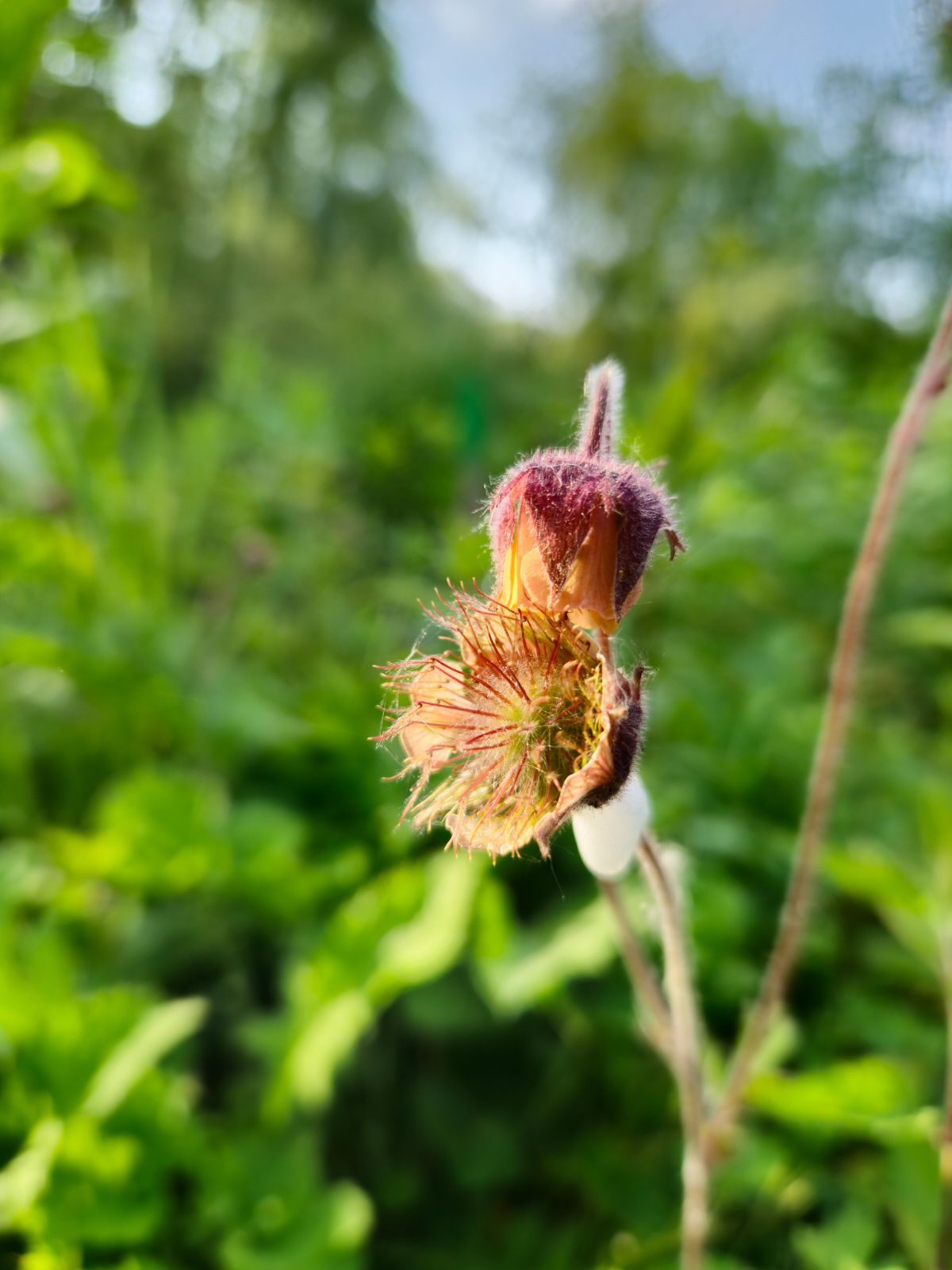
Benoîte des ruisseaux (Geum rivale)
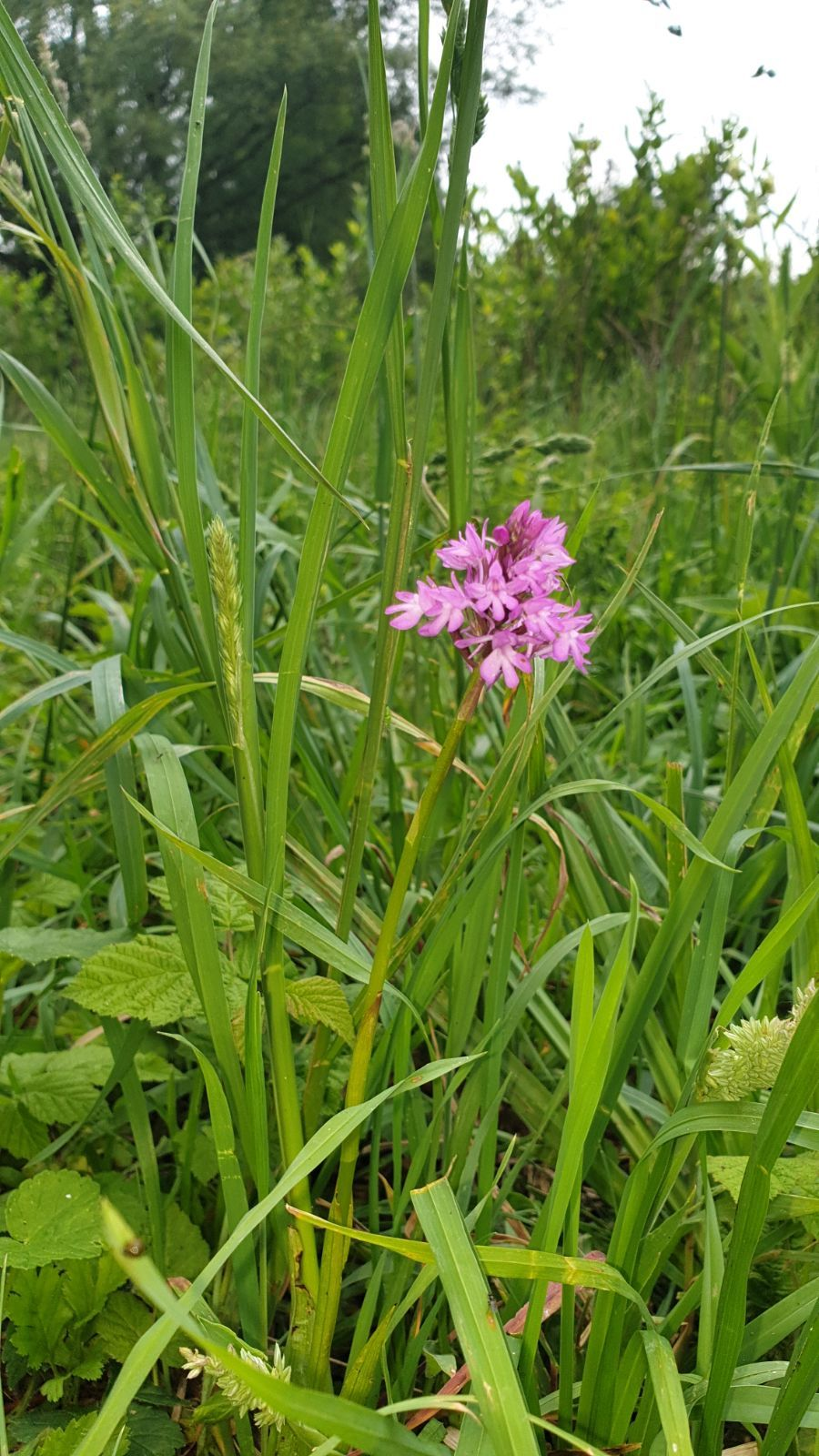
Orchis Pyramidal (Anacamptis pyramidalis)
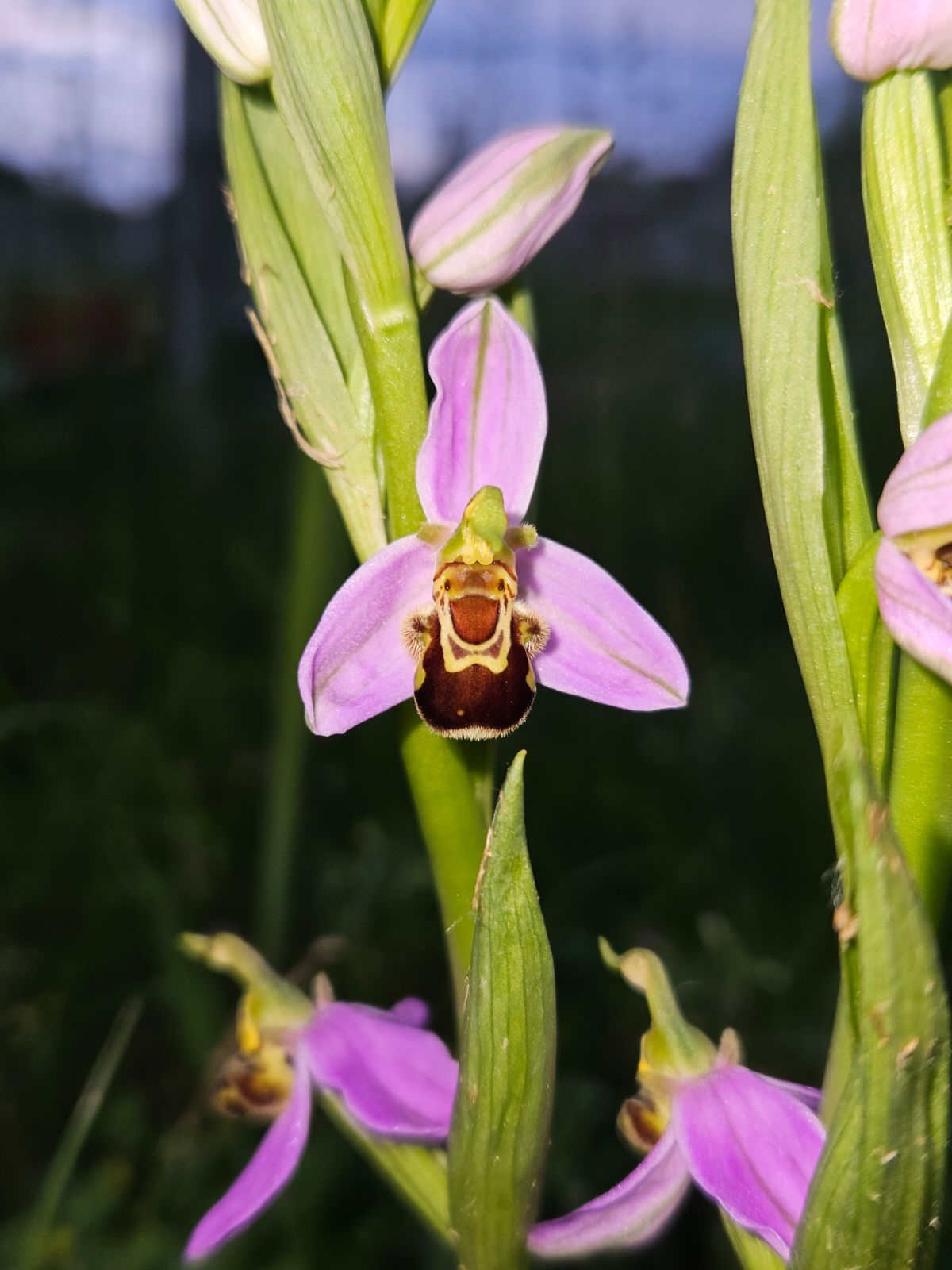
Ophrys Abeille (Ophrys Apifera)
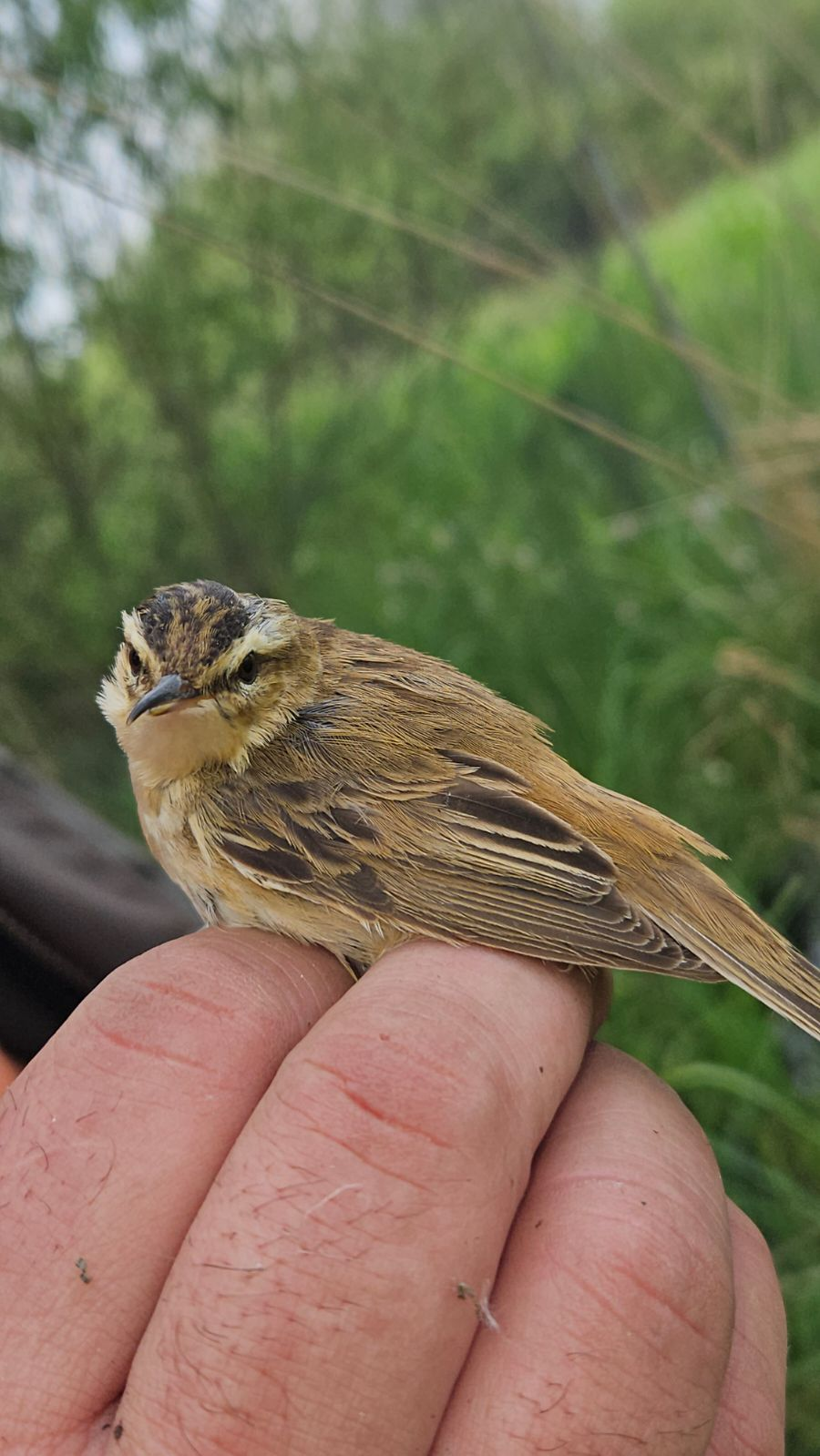
Phragmite des joncs (Acrocephalus schoenobaenus)
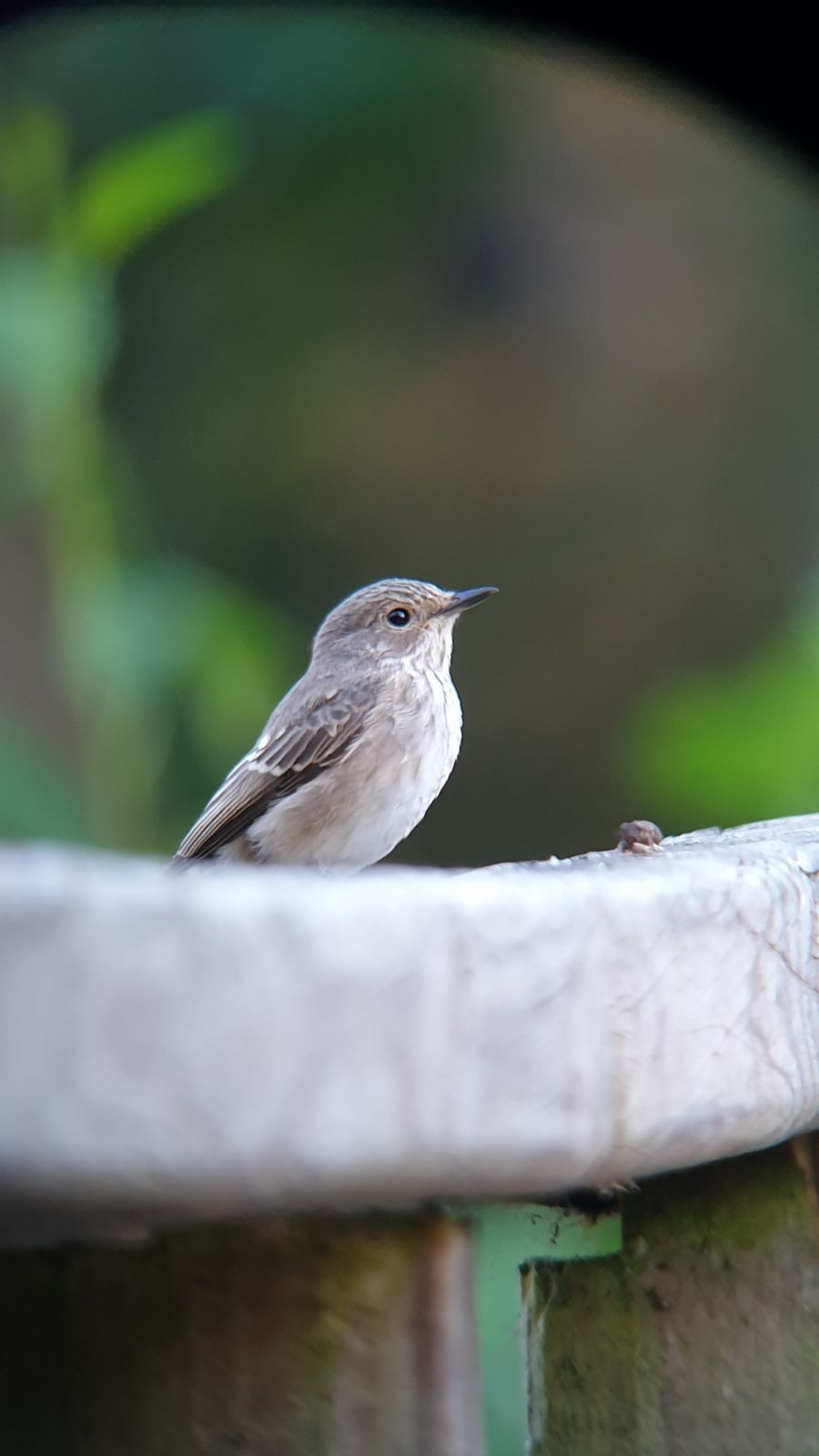
Gobemouche Gris (Muscicapa striata)

## Activités
- Promenade

- visite guidée (Planning des visites)

- Pêche

## Pour approfondir